# L'Égypte copte, les chrétiens du Nil
L'Égypte copte, les chrétiens du Nil est une monographie illustrée sur les Coptes et l'Égypte chrétienne, écrite par le coptologue et historien des religions belge Christian Cannuyer, et parue chez Gallimard en 2000, en collaboration avec l'Institut du monde arabe. Cet ouvrage est le 395e titre dans la collection « Découvertes Gallimard ».

## Résumé
Dans les cinq chapitres de ce volume richement illustré (selon le modèle de la collection), l'auteur résume l'histoire des premiers Coptes, présente le riche héritage artistique et spirituel des chrétiens égyptiens — ainsi que différents sujets connexes, tels que la christologie copte, l'art copte, les conversions chrétiennes à l'islam — et termine par la question des Coptes à l'époque moderne.
Dans l'Égypte antique, la religion était un phénomène omniprésent. Les Romains occupèrent le pays à peu près à l'époque de la naissance du christianisme, un phénomène extraordinaire se produisit alors : peu à peu, le Christ remplaça le dieu égyptien Osiris, et d'autant plus facilement que les Évangiles (en particulier Matthieu 2, 13-20) rapportent le séjour de près de quatre ans (selon la tradition copte) de la Sainte Famille dans la vallée du Nil.
Alexandrie, la grande ville méditerranéenne, fut la patrie des premiers chrétiens d'Égypte. Selon la tradition, l'Église est née dans cette ville, où saint Marc l'Évangéliste aurait apporté la Bonne nouvelle; plus tard une partie de l'Empire chrétien d'Orient. L'Égypte a même adopté le christianisme comme « religion d'État » au IVe siècle, non sans déchirements autour de l'arianisme, né à Alexandrie . L'Égypte à cette époque, surtout Alexandrie, était un véritable carrefour où la culture antique des pharaons, les cultures grecque et romaine, les courants judaïque et gnostique ont eu une forte influence sur les jeunes communautés chrétiennes.

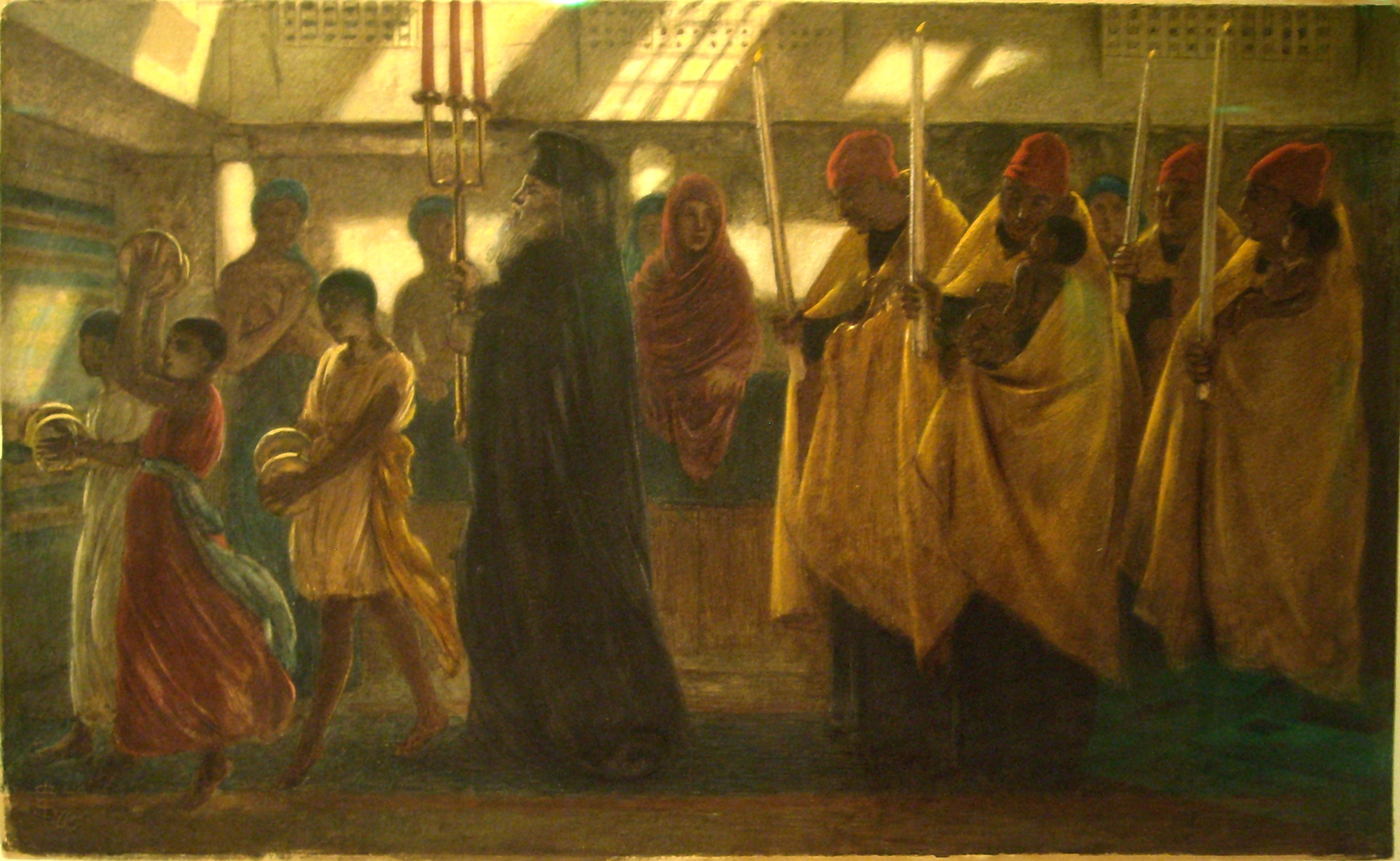
La Procession baptismale copte par le peintre anglais préraphaélite Simeon Solomon, 1865. Tableau reproduit sur une double page (p. 98–99).

Les Coptes utilisent encore aujourd'hui dans leur liturgie la langue copte, dérivée de l'égyptien ancien, pour prier dans des églises et des monastères fondés au IVe siècle par les Pères du désert—Antoine, Pacôme, Paul de Thèbes—et se rassemblent lors de fêtes et de pèlerinages dédiés au Seigneur, à la Mère de Dieu, aux saints et aux martyrs.

## Accueil
Le livre obtient sur le site Babelio une note moyenne de 4/5, sur la base de 6 notes. Sur le site Goodreads, l'édition britannique obtient une moyenne de 3,6/5, basée sur 25 notes, et l'édition américaine 3,38/5 basée sur 32 notes, indiquant des « avis généralement positifs ».
Sur le site du journal anglican Church Times (en), on relève que : « L'activité littéraire avait presque disparu chez les Coptes lorsque l'Occident les a redécouverts au XVIIIe siècle, mais la peinture d'icônes était florissante. Ces saints dramatiques à tête de chien suggèrent une forte influence égyptienne. Extrait du livre, un livre de poche sur papier glacé rempli d'informations et d'images. »
Le broadsheet du Caire Al-Ahram Weekly (en) donne une critique positive à l'ouvrage : « Une petite publication informative, belle et bien documentée, qui transmet la richesse et la diversité du patrimoine copte. »
Danièle Gillemon et Christian Laporte du quotidien Le Soir pensent que l'ouvrage « ne laisse rien dans l'ombre de cette Égypte chrétienne. [...] Pour le linguiste qu'il [Christian Cannuyer] est fondamentalement, le copte reste une mine inépuisable de savoir et de documentation. Aussi ne s'adresse-t-il pas seulement aux étudiants égyptologues mais aux historiens du christianisme primitif et à ceux de la Gnose. Son livre est un modèle du genre, un genre qui, faut-il le dire, compte déjà beaucoup de titres intéressants. Vulgarisation ? Oui, mais faite par un spécialiste. [...] [Par rapport à l'Encyclopédie copte], les néophytes lui préféreront sans doute l'excellent et très maniable ‹ Découvertes Gallimard ›. »

## Voyage religieux
En collaboration avec Le Monde de la Bible et La Croix, des voyages religieux sur le thème de L'Égypte copte, les chrétiens du Nil sont organisés par une agence de voyages et accompagnés par Christian Cannuyer, à la découverte de l'histoire, du patrimoine artistique et spirituel copte,.

## Traductions en anglais
| Titre                                    | Traduction littérale                      | Langue              | Pays        | Collection (numéro dans la collection) | Éditeur            | Traducteur    | Année de première parution | ISBN                 |
| ---------------------------------------- | ----------------------------------------- | ------------------- | ----------- | -------------------------------------- | ------------------ | ------------- | -------------------------- | -------------------- |
| L'Égypte copte, les chrétiens du Nil     | –                                         | Français            | France      | Découvertes Gallimard (no 395)         | Éditions Gallimard | –             | 2000                       | (ISBN 9782070535125) |
| Coptic Egypt: The Christians of the Nile | « L'Égypte copte : les chrétiens du Nil » | Anglais britannique | Royaume-Uni | New Horizons (sans numéro)             | Thames & Hudson    | Sophie Hawkes | 2001                       | (ISBN 9780500301043) |
| Coptic Egypt: The Christians of the Nile | « L'Égypte copte : les chrétiens du Nil » | Anglais américain   | États-Unis  | Abrams Discoveries (sans numéro)       | Harry N. Abrams    | Sophie Hawkes | 2001                       | (ISBN 9780810929791) |